# Serīnjīāneh-ye Pā'īn
Serīnjīāneh-ye Pā'īn (persiska: سِرِنجيانِه سُفلَى, سيرينجيانِۀ پائين, سِرِنجيانِه پائين, Serenjīāneh Soflá, سر ینجیانه پائین) är en ort i Iran.   Den ligger i provinsen Kurdistan, i den nordvästra delen av landet, 400 km väster om huvudstaden Teheran. Serīnjīāneh-ye Pā'īn ligger 1 443 meter över havet och antalet invånare är 609.
Terrängen runt Serīnjīāneh-ye Pā'īn är kuperad.Runt Serīnjīāneh-ye Pā'īn är det ganska tätbefolkat, med 222 invånare per kvadratkilometer. Närmaste större samhälle är Sanandaj, 12,1 km norr om Serīnjīāneh-ye Pā'īn. Trakten runt Serīnjīāneh-ye Pā'īn består i huvudsak av gräsmarker.